# Djamolidín Abdujapàrov
Djamolidín Abdujapàrov (en rus Джамолидин Абдужапаров) (Taixkent, 28 de febrer de 1964), anomenat El califa, va ser un ciclista uzbek que fou professional entre 1990 i 1997, durant els quals aconseguí més de 50 victòries.
Abans de passar al professionalisme va aconseguir bons resultats en les categories inferiors, destacant un campionat nacional de la Unió Soviètica. El 1988 va quedar cinquè als Jocs Olímpics de Seül.
Excel·lent esprintador, va guanyar etapes a les tres grans voltes: 9 al Tour de França, 7 a la Volta a Espanya i 1 al Giro d'Itàlia. Aquestes victòries li van servir per guanyar el mallot dels punts en totes elles: el 1992 a la Vuelta, el 1994 al Giro i el 1991, 1993 i 1994 al Tour. També destaca la victòria a la Gant-Wevelgem el 1991.
Era famós per l'estil agressiu a l'hora d'esprintar i per moure molt la bicicleta, cosa que va li provocar més d'una caiguda i algun enemic entre el gran grup. Per aquest motiu era conegut com "el Terror de Taixkent".

## Palmarès
- 1984
  - Vencedor d'una etapa al Baby Giro
  - Vencedor de 2 etapes de la Volta a Cuba
- 1985
  - Vencedor de 3 etapes al Baby Giro
  - Vencedor de 2 etapes de la Volta a Cuba
  - Vencedor de 2 etapes al Circuit de La Sarthe
  - Vencedor d'una etapa al Tour de l'Avenir
- 1986
  - Vencedor de 4 etapes a la Niedersachsen Rundfahrt
  - Vencedor de 2 etapes a la Milk Race
- 1987
  -  Campió de l'URSS en ruta
  - Vencedor de 3 etapes de la Cursa de la Pau
  - Vencedor de 2 etapes al Giro de les Regions
  - Vencedor de 2 etapes a la Volta a Sotxi
  - Vencedor d'una etapa a la Rheinland-Pfalz Rundfahrt
  - Vencedor d'una etapa de la Settimana Ciclista Bergamasca
- 1988
  - Vencedor de 2 etapes de la Volta a Polònia
  - Vencedor de 2 etapes de la Cursa de la Pau
  - Vencedor de 2 etapes al Giro de les Regions
  - Vencedor de 2 etapes de la Volta a Cuba
- 1989
  - 1r al Trofeu Papà Cervi
  - 1r al Trofeu Adolfo Leoni
  - Vencedor de 3 etapes de la Settimana Ciclista Bergamasca
  - Vencedor de 2 etapes de la Volta a Cuba
  - Vencedor d'una etapa de la Cursa de la Pau
- 1991
  - 1r a la Gant-Wevelgem
  - 1r al Giro del Piemont
  - Vencedor de 2 etapes del Tour de França i  1r de la classificació per punts
  - Vencedor de 2 etapes de la Volta a Múrcia
  - Vencedor d'una etapa de la Volta a Catalunya
  - Vencedor d'una etapa de la Setmana Siciliana
- 1992
  - Vencedor de 4 etapes de la Volta a Espanya i  1r de la classificació per punts
  - Vencedor de 2 etapes de la Volta a la Comunitat Valenciana
  - Vencedor d'una etapa del Tour of Britain
- 1993
  - Vencedor de 3 etapes del Tour de França i  1r de la classificació per punts
  - Vencedor de 3 etapes de la Volta a Espanya
  - Vencedor d'una etapa de la Volta a Suïssa
- 1994
  - 1r a la Polynormande
  - 1r al Memorial Rik van Steenbergen
  - Vencedor de 2 etapes del Tour de França i  1r de la classificació per punts
  - Vencedor de 2 etapes de la París-Niça
  - Vencedor de 2 etapes dels Tres dies de La Panne
  - Vencedor d'una etapa del Giro d'Itàlia.  1r de la Classificació per punts.  1r de l'Intergiro
  - Vencedor d'una etapa de la Volta als Països Baixos
  - Vencedor d'una etapa del Tour DuPont
- 1995
  - Vencedor d'una etapa del Tour de França
  - Vencedor d'una etapa del Tour DuPont
- 1996
  - Vencedor d'una etapa del Tour de França
  - Vencedor d'una etapa de la Tirreno-Adriatico
  - Vencedor d'una etapa del Giro de Sardenya
  - Vencedor d'una etapa de la Volta a Múrcia
- 1997
  - 1r a La Côte Picarde
  - Vencedor de 2 etapes del Critèrium del Dauphiné Libéré
  - Vencedor d'una etapa dels Quatre dies de Dunkerque

### Resultats al Tour de França
- 1990. 145è de la classificació general
- 1991. 85è de la classificació general. Vencedor de 2 etapes.  1r de la classificació per punts
- 1992. Fora de control (13a etapa)
- 1993. 76è de la classificació general. Vencedor de 3 etapes.  1r de la classificació per punts
- 1994. 57è de la classificació general. Vencedor de 2 etapes.  1r de la classificació per punts
- 1995. 56è de la classificació general. Vencedor d'una etapa
- 1996. 78è de la classificació general. Vencedor d'una etapa
- 1997. Abandona (6a etapa)

### Resultats al Giro d'Itàlia
- 1990. 132è de la classificació general
- 1991. 116è de la classificació general
- 1992. Abandona
- 1994. 44è de la classificació general. Vencedor d'una etapa.  1r de la Classificació per punts.  1r de l'Intergiro
- 1996. Abandona

### Resultats a la Volta a Espanya
- 1990. Abandona
- 1992. 105è de la classificació general. Vencedor de 4 etapes.  1r de la classificació per punts
- 1993. 63è de la classificació general. Vencedor de 3 etapes